# Тенгели, Ласло
Ла́сло Те́нгели (собственно Тенгейи, венг. Tengelyi László; 11 июля 1954 — † 19 июля 2014) — венгерский философ и преподаватель философии. С 2001 года был профессором философии в университете Вупперталя (Bergische Universität Wuppertal).

## Биография
Тенгели изучал философию, классическую филологию и историю в Университете им. Этвёша Лоранда в Будапеште. В 1986 году получил докторскую степень с докторской диссертацией на тему «Кант и основания этики»; Тема дипломной работы «Вина как событие судьбы у Канта и в послекантовской философии». Проходил стажировки в Левене (в качестве стипендиата Сороса), Вуппертале и Бохуме (со стипендией Александра фон Гумбольдта), Париже (при поддержке Фонда Эндрю У. Меллона), Вене и Вашингтоне, округ Колумбия.
Тенгели долгое время работал лектором и профессором в Университете Лоранда-Этвеша. В 2001 году он занял кафедру феноменологии и теоретической философии в Вуппертале. С 1998 по 2000 год он был приглашенным профессором в Университете Пуатье и в 2003 году в Университете Ниццы. С 2003 по 2005 год он был президентом Немецкого общества феноменологических исследований, в котором он также впоследствии занимал должность научного консультативного советника. Он также был научным консультантом журналов «Husserl Studies» и «Annales de phénoménologie».

## Основные публикации
Монографии:
- Tengelyi L. Erfahrung und Ausdruck. Phänomenologie im Umbruch bei Husserl und seinen Nachfolgern. Springer, Dordrecht 2007, ISBN 978-1-4020-5433- 4 (Phaenomenologica, Bd. 180). (На немецком языке).
- Tengelyi L. Neue Phänomenologie in Frankreich. Suhrkamp, 2012, ISBN 978-3-5182- 9574-8. (На немецком языке).
- Tengelyi L. Welt und Unendlichkeit: Zum Problem phänomenologischer Metaphysik. Karl Alber, 2014, ISBN 978-3-4954-8661-0. (На немецком языке).

Статьи:
- Tengelyi L. Antwortendes Handeln und ordnungsstiftendes Gesetz, in: M. Fischer, H.-D. Gondek, B. Liebsch (Hrsg.), Vernunft im Zeichen des Fremden, Suhrkamp, Frankfurt am Main 2001, S. 278—303. (На немецком языке).
- Tengelyi L. L’esprit selon Kant, Revue des Sciences philosophiques et théologiques, 85 (2001), S. 11-22. (На французском языке).
- Tengelyi L. L’expérience et son expression catégoriale.In: Studia Universitatis Babeş- Bólyai, Philosophia, XLIV, 1-2 (1999), Cluj 2001.(На французском языке).
- Tengelyi L. Erfahrung und Ausdruck, in: W. Hogrebe (Hrsg.), Philosophia Hungarica, Königshausen & Neumann, Würzburg 2001, S. 219—228. (На немецком языке).
- Tengelyi L. Erfahren, Handeln, Erzählen, in: J. Trinks (Hrsg.), Möglichkeiten und Grenzen der Narration, Turia + Kant Verlag, Wien 2002, S. 97-112. (На немецком языке).
- Tengelyi L. L’expérience et la réalité. L’idéalisme transcendantal de la phénoménologie husserlienne, [Experience and Reality. Transcendental Idealism of Husserl’s Phenomenology], in: Annales de phénoménologie 2 (2003), 13-24. (На французском языке).